# Turó del Terròs
El Turó del Terròs és una muntanya de 574 metres que es troba al municipi de Cervera, a la comarca catalana de la Segarra.